# Берк (Вирџинија)
Берк (енгл. Burke) насељено је место без административног статуса у америчкој савезној држави Вирџинија.

## Демографија
По попису из 2010. године број становника је 41.055, што је 16.682 (-28,9%) становника мање него 2000. године.
| Група             | 2000.          | 2010.          |
| Белци             | 40.354 (69,9%) | 24.953 (60,8%) |
| Афроамериканци    | 2.910 (5,0%)   | 2.616 (6,4%)   |
| Азијати           | 8.462 (14,7%)  | 7.052 (17,2%)  |
| Хиспаноамериканци | 4.291 (7,4%)   | 5.175 (12,6%)  |
| Укупно            | 57.737         | 41.055         |